# Victor Khanye
Victor Khanye es un municipio local sudafricano situado en el distrito de Nkangala, en la provincia de Mpumalanga.

## Superficie
Victor Khanye tiene una superficie de 1568 km².

## Demografía
En 2022, tenía 106 149 habitantes, una densidad poblacional de 67,71 hab./km², y 33 786 viviendas.